# Гуцано (Болоња)
Гуцано (итал. Guzzano) је насеље у Италији у округу Болоња, региону Емилија-Ромања.
Према процени из 2011. у насељу је живело 45 становника. Насеље се налази на надморској висини од 575 м.